# 平川市立碇ヶ関小学校
平川市立碇ヶ関小学校（ひらかわしりつ いかりがせきしょうがっこう）は、青森県平川市碇ヶ関にある公立小学校である。

## 概要
平川市の南部、旧碇ヶ関村地区全域を学区としている小学校。校舎は旧碇ヶ関村の中心部にあり、さらに碇ヶ関中央保育園、平川市立碇ヶ関中学校と隣接しており、保・小・中の一貫した教育を行える環境にもある。主な進学先は平川市立碇ヶ関中学校。

### 児童数
2022年現在の児童数
| 学年 | 1年 | 2年 | 3年 | 4年 | 5年 | 6年 | 特別支援   | 合計 |
| ---- | --- | --- | --- | --- | --- | --- | ---------- | ---- |
| 学級 | 1   | 1   | 0.5 | 0.5 | 1   | 1   | 1          | 6    |
| 児童 | 13  | 7   | 11  | 5   | 9   | 11  | 1 （内数） | 56   |

- 学級数『0.5』は、複式学級を示す。

## 沿革
- 1874年（明治7年） - 現在の唯称院（ゆいしょういん）内に碇ヶ関小学が開設する[2]。
- 1878年（明治11年） - 旧弘前藩番所跡に校舎新築。
- 1879年（明治12年）3月12日（陰暦） - 校舎類焼。
- 1887年（明治20年） - 碇ヶ関尋常小学校と改称。
- 1892年（明治25年） - 久吉簡易小学校を併合。
- 1901年（明治34年）5月 - 高等科を併置し、碇ヶ関尋常高等小学校と改称。
- 1905年（明治38年）
  - 5月31日 - 校舎類焼。
  - 6月21日 - 久吉分教場設置。
- 1906年（明治39年）9月15日 - 字小落前に校舎新築移転。
- 1910年（明治43年）4月19日 - 久吉分教場新築。
- 1914年（大正3年）8月22日 - 高等科廃止。碇ヶ関尋常小学校に復す。農工補習学校併設。
- 1922年（大正11年）4月1日 - 再度高等科併置し、碇ヶ関尋常高等小学校に復す。
- 1935年（昭和10年）4月1日 - 農工補習学校が、青年学校と改称。
- 1941年（昭和16年）4月1日 - 国民学校令により、碇ヶ関国民学校と改称。
- 1943年（昭和18年）5月9日 - 碇ヶ関字三笠山107番地に校舎新築移転。
- 1947年（昭和22年）4月1日 - 学校教育法（旧法）施行により、碇ヶ関村立碇ヶ関小学校と改称。同日、碇ヶ関中学校を併置し、高等科生を中学校に移籍。
- 1948年（昭和23年）3月31日 - 青年学校が閉校。
- 1949年（昭和24年）10月25日 - 碇ヶ関中学校独立校舎が新築移転。
- 1950年（昭和25年）12月20日 - 久吉分校校舎新築落成。
- 1954年（昭和29年）9月10日 - 校章と校旗を制定。
- 1967年（昭和42年）4月1日 - 久吉分校（旧久吉小学校）が本校に統合され、廃校となる。
- 1971年（昭和46年）4月1日 - 民部平小学校を統合する。
- 1979年（昭和54年）
  - 3月24日 - （旧）碇ヶ関小学校閉校式挙行。
  - 4月1日 - 古懸小学校を統合。現在の場所に移転し、（新）碇ヶ関小学校開校。
- 1980年（昭和55年）6月24日 - 土俵完成。
- 1990年（平成2年）12月27日 - スキースロープ完成。
- 2006年（平成18年）1月1日 - 市町村合併により、平川市立碇ヶ関小学校となる。
- 2010年（平成22年）3月 - 太陽光発電システムが完成し、稼働。
- 2012年（平成24年）5月20日 - 第1回小中合同運動会開催。
- 2015年（平成27年）
  - 3月 - 太陽光発電設備蓄電池整備完了。
  - 8月 - 非構造部材落下防止対策完了。
- 2016年（平成28年）2月14日 - 校舎の屋根はがれ、改修工事が開始される[3]。
- 2020年（令和2年）
  - 3月3日 - 新型コロナウイルス感染症対策のため、3月26日まで臨時休校[3]。
  - 4月21日 - 新型コロナウイルス感染症対策のため、5月6日まで臨時休校[3]。
  - 5月2日 - 校舎の屋根はがれ、改修工事が開始される[3]。
  - 7月17日 - 大館市立矢立小学校とのオンライン交流会実施[3]。
  - 10月20日 - 新型コロナウイルス感染症対策のため、10月25日まで臨時休校[3]。
- 2021年（令和3年）
  - 2月10日 - GIGAスクール構想に係るICT機器等整備事業（オンライン用機器・タブレット端末等納入完了）[3]。
  - 8月24日 - 碇ヶ関中学校校舎大規模改修事業により、本校を中学校仮校舎として使用開始[3]。
- 2022年（令和4年）
  - 3月18日 - 旧校舎で最後の卒業証書授与式挙行[3]。
  - 3月24日 - 旧校舎へのありがとうメッセージを残す[3]。
  - 3月29日 - 新校舎へ移転完了[3]。
  - 4月1日 - 平川市碇ヶ関三笠山100-2に校舎竣工。同日より、平川市立碇ヶ関中学校との小中設置校となる。平川市碇ヶ関中学校区学校運営協議会も設置[3]。
  - 4月7日 - 新校舎での最初の始業式と入学式挙行[3]。

## 部活動

### 運動部
- 卓球部[4]
- 陸上部
- クロスカントリースキー部
- 新体操クラブ
- 水泳クラブ

### 文化部
- 文化部[4]

## 学区
旧碇ヶ関村全域

## 周辺
- 平川市立碇ヶ関中学校 - 主な進学先でもある。また、2022年4月から、校舎も一緒になる。
- 弘前地区消防事務組合平川消防署碇ヶ関分署
- 平川市国民健康保険 碇ヶ関診療所
- 東北自動車道 - ただし、インターチェンジは、やや離れている。
- 国道7号[5]
- JR東日本奥羽本線碇ケ関駅[5]
- 東北自動車道碇ヶ関インターチェンジ[5]
- 屋内プール ゆうえい館 - 日本水泳連盟公認プール[5]（2021年9月末をもって閉館）[6]。

## アクセス
- JR奥羽本線碇ケ関駅から、約1km・徒歩約15分、自動車約2分。
- 東北自動車道碇ヶ関ICから、自動車で約1.7km・約3分。

## 著名な出身者
- 葛西善蔵 - 小説家

## 参考資料
- 『青森県教育史 別巻』（青森県教育委員会・1973年12月20日発行）795頁「学校沿革 小学校 碇ヶ関小学校」

## 参考リンク
- 平川市の小学校 - 平川市ホームページ内